# 淡黑喉盤魚
淡黑喉盤魚（學名：Gobiesox aethus），為輻鰭魚綱喉盤魚目喉盤魚科的其中一種，被IUCN列為易危保育類動物，分布於中東太平洋海域，深度0至10公尺，本魚呈蝌蚪形，頭寬，凹陷，頭部和上唇邊緣有發達的葉狀乳突，上唇寬，前部比兩側寬得多，上唇寬，前部比兩側寬得多，後鼻孔在眼前緣上方，前鼻孔有一個大的鼻翼，有2個大而寬的葉，上頜每個側都有不規則的尖牙，後面有一排牙齒，體不被鱗，覆有粘液層，腹鰭喉位，與周圍的皮褶特化成一吸盤，體表和體側淺色，密佈微小的紅棕色斑點，鰭條亦有相同的斑點，下表面半透明，尾鰭基部有寬闊的深色橫帶，體長可達3.7公分，屬底棲性魚類，棲息在岩石底質潮間帶，生活習性不明。